# 可変抵抗器
可変抵抗器（かへんていこうき、英語: variable resistor）とは抵抗値を変更することができる抵抗器のこと。直線状または円周上に形成された抵抗体の上を可動する金属接点（可動接点）があり、抵抗体の両端子と可動接点との間で抵抗値の変更を可能にする。

## ポテンショメータ
3端子型の可変抵抗器をポテンショメータと呼ぶ。詳細は当該記事を参照。

## レオスタット
抵抗体の一端と可動接点との間のみを使用する、2端子型の可変抵抗器をレオスタットと呼ぶ。3端子の可変抵抗器をレオスタット的に使用する場合、チャタリング防止のため抵抗体の他端は通常、可動接点に接続して使用する。